# Велицьке князівство
Велицьке князівство — невеличке удільне князівство XV—XVII ст. у складі Великого князівства Литовського (від 1569 — Речі Посполитої) з центром у містечку Велицьк (тепер село у Волинській області, Україна). Володів князівством рід Кожановичів.

## Історія
Утворено у 1450 році, коли містечко Велицьк з округою як уділ передав Григорію Кожановичу великий князь Свидригайло Ольгердович. Походження роду Кожановичів достеменно невідомо. На думку Ю. Вольфа вели свій родовід від пінсько-Турівських Рюриковичів. За пописом війська 1528 року виставляло 3 вершників.
З огляду на невеличке володіння та статки князівство перебувало у своєрідній залежності від більш потужних уділів — Сангушків, Ружинських. Водночас власники князівства намагалися породичатися з іншими удільними князями, що були пов'язані родинними зв'язками з магнатами. Насамперед з князями Порицькими (відгалуженням магнатів Збаразьких, власників Збаразького князівства).
З 1530-х років Велицьк часто закладався. З огляду на це Велицьке князівство втратило будь-які автономні права (якщо навіть попершу мало), перетворившись на звичайне землеволодіння. Близько 1613 року після смерті останнього князя Андрія Кожановича-Велицького припинило існування, його землі було поділено Єло-Малиновськими, Семашками і Сангушками.